# Kaschmir-Langfußfledermaus
Die Kaschmir-Langfußfledermaus (Myotis longipes) ist eine Art der Mausohren (Myotis) innerhalb der Fledermäuse (Chiroptera). Sie kommt in Südasien vor und ist in Indien, Nepal, Afghanistan und der Volksrepublik China nachgewiesen.

## Merkmale
Die Kaschmir-Langfußfledermaus ist eine kleine Fledermausart. Sie erreicht eine Kopf-Rumpf-Länge von 43 bis 46 Millimetern und eine Schwanzlänge von 37 bis 42 Millimetern. Die Hinterfüße haben eine Länge von 9 bis 10 Millimetern. Die Ohren messen 10 bis 15 Millimeter, sie sind lang und schmal mit einem ebenfalls langen, schmalen Tragus, der etwa halb so lang wie das Ohr ist. Das Fell ist dicht und weich, es ist auf der Rückenseite schwarzbraun mit etwa helleren Haarspitzen, die Bauchseite ist braun mit cremeweißen Haarspitzen. Die Länge der Hinterfüße beträgt mehr als die halbe Länge der Schienbeine (Tibiae). Die Unterarmlänge beträgt 36 bis 39 Millimeter, die Flughaut setzt am hinteren Ende der Mittelfußknochen an. Der dritte Mittelhandknochen ist nur etwas länger als der vierte und fünfte.
Der Schädel ist kräftig gebaut, der Hirnschädel ist gerundet und besitzt nur einen leichten oder keinen Sagittalkamm. Die Jochbögen sind weit ausladend. Der obere Prämolar P3 ist sehr klein und von der restlichen Zahnreihe überwachsen.

## Verbreitung

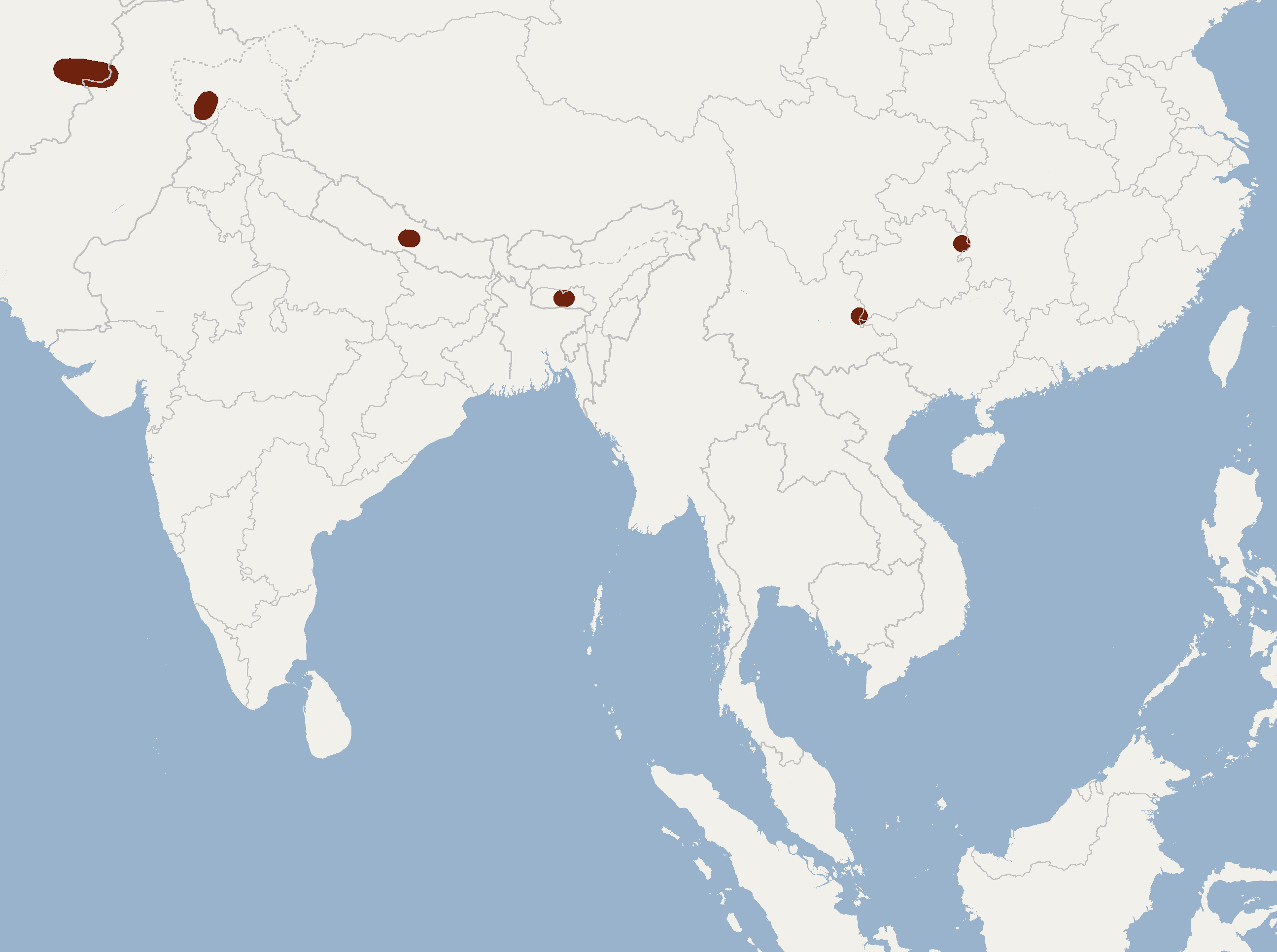
Verbreitungsgebiete der Kaschmir-Langfußfledermaus entsprechend IUCN

Die Kaschmir-Langfußfledermaus kommt in Südasien vor und ist in mehreren disjunkten Gebieten in Indien, im westlichen Nepal, in Afghanistan und in der Volksrepublik China nachgewiesen. In Afghanistan kommt sie in den Regionen Lugar und Nangarhar vor, in Indien in Jammu und Kashmir und in Meghalaya. Die Höhenverbreitung reicht von etwa 300 bis etwa 2000 Meter. In China wurde sie in der Provinz Guizhou nachgewiesen, wobei dieses Vorkommen angezweifelt wird und einer Überprüfung bedarf. Nachweise aus Vietnam werden als fehlerhaft betrachtet und lassen sich wahrscheinlich auf Verwechslungen mit der Chinesischen Wasserfledermaus (Myotis laniger) oder der Annam-Langfußfledermaus (Myotis annamiticus) zurückführen. Auch Beschreibungen dieser Art für aus Indonesien stammende Individuen werden als fehlerhaft betrachtet.

## Lebensweise
Über die Lebensweise der Kaschmir-Langfußfledermaus liegen nur sehr wenige Daten aus den Verbreitungsgebieten vor. Sie bilden große Kolonien von bis zu 2000 Tieren in Höhlen und unterirdischen Tunneln, Felsspalten und in Mauern leerstehender Gebäude im Bereich von Primär- und Sekundärwäldern. Sie fliegen früh am Abend aus und jagen vor allem über Wasserflächen.

## Systematik
Die Kaschmir-Langfußfledermaus wird als eigenständige Art den Mausohren (Gattung Myotis) zugeordnet. Die wissenschaftliche Erstbeschreibung stammt von dem Naturforscher George Edward Dobson, der sie anhand von Individuen aus den Bhima-Devi-Höhlen in der Kaschmirregion in Indien aus einer Höhe von etwa 1800 Metern (6,000 ft.) zuerst 1872 als Vespertilio macropus und 1873 aufgrund des bereits 1854 vergebenen Namens als Vespertilio longipes beschrieb. Weitere Synonyme sind Vespertilio megalopus Dobson, 1875, und Myotis theobaldi Blyth, 1855. Teilweise wurde sie der Langfußfledermaus (Myotis capaccinii) als Unterart zugeordnet. Einige als dieser Art zugehörigen Tiere bildeten die Typusreihe der eigenständigen Csorba-Langfußfledermaus (Myotis csorbai), die endemisch in Nepal vorkommt.
Innerhalb der Art werden neben der Nominatform keine Unterarten unterschieden.

## Gefährdung und Schutz
Die Art wird von der International Union for Conservation of Nature and Natural Resources (IUCN) aufgrund fehlender Daten zu den Beständen, der Lebensweise und den Verbreitungsgebieten nicht in eine Gefährdungskategorie eingeordnet, sonders als data deficient gelistet. Potenzielle bestandsgefährdende Risiken gehen von Lebensraumverlusten und Störungen in den Ruheplätzen, teilweise aufgrund von militärischen Konflikten in den Verbreitungsgebieten, aus.

## Belege
1. 1 2 3 4 5 6 7  
Don E. Wilson: Kashmir Cave Myotis. In: Andrew T. Smith, Yan Xie: A Guide to the Mammals of China. Princeton University Press, 2008; S. 378, ISBN 978-0-691-09984-2.
2. 1 2 3 4 5 6  
Myotis longipes in der Roten Liste gefährdeter Arten der IUCN 2017-3. Eingestellt von: S.V. Kruskop, 2016. Abgerufen am 31. Januar 2018.
3. 1 2 3 4  
Don E. Wilson & DeeAnn M. Reeder (Hrsg.): Myotis longipes in Mammal Species of the World. A Taxonomic and Geographic Reference (3rd ed).